# Dalby kyrka, Värmland
Dalby kyrka ligger i den trånga Klarälvdalen och utgör med sin sextio meter höga spira ett landmärke i Dalby socken, Torsby kommun. Den hör till Övre Älvdals församling i Karlstads stift.

## Historia
Tidigare kyrka på samma plats var en träkyrka som uppfördes 1725–1726. På 1740-talet dekorerades kyrkorummet av dekorationsmålaren Daniel Hjulström, som var verksam i mitten på 1700-talet i Östergötland. 1858 fick församlingen kungligt tillstånd att använda en del av sin kyrkokassa på 28 000 rdr banko (2,960,957 skr. år 2022) för förändringar av kyrkan och anskaffande av en 8-stämmig orgel. Även om det kunde tas timmer ifrån deras skog, deras huvudsakliga näring, för arbetet. Förändringarna beräknades till 4 133 rdr banko och orgeln 4 000 rdr banko. Majestätet godkände ansökan efter att den insända ritningen förändrats något på Överintendentsämbetet och att ca. 6 000 rdr rmt kunde användas för en orgel. Omkring 1860 byggdes den ut till en korskyrka enligt Thor Medelplans ritningar. 1925 revs kyrkan.

## Kyrkobyggnaden
Nuvarande kyrka, som är den fjärde i ordningen, uppfördes 1926–1928 av byggmästare C. J. Eriksson, Arvika, efter ritningar av Bror Almquist och invigdes i oktober 1928 av biskop J. A. Eklund. Almqvist hade till en början uppdraget att beräkna och jämföra kostnaden, dels för en ombyggnad av den gamla träkyrkan och dels för en nybyggnad av sten. Trots att församlingen förordade en stenkyrka, blev det inget bygge och Almqvist återkom 1923 med ett nytt fullständigt förslag på en stenkyrka. Man hade nu inte råd att uppföra en stenkyrka och bad därför om ett förslag på en kyrka i trä. Ritningarna till strenkyrkan anpassades därför konstruktionsmässigt till en byggnad i trä.  
Den är byggd av resvirke, utvändigt klädd med vitmålad locklistpanel och vilar på en sockel av natursten. Byggnaden består av ett rektangulärt långhus med ett smalare och lägre, rakt avslutat kor i öster och högt sittande, rundbågiga fönster. Vid korets norra sida finns en vidbyggd sakristia. Vid långhusets västra sida finns ett kyrktorn med lökkupol och en åttakantig  tornspira. Ingången finns på tornets södra sida genom ett avlångt, åttakantigt vapenhus. Långhusets sadeltak har dubbla takfall och är liksom spiran belagd med skiffer.
Kyrkorummets tak har ett treklövervalv med kolonner som avdelar kyrkorummet i ett stort mittskepp och två små sidoskepp. Orgelläktaren finns i väster. Hela rummet är klätt med ljuslaserad träpanel. Målningar på väggar och tak, liksom korfönstert, är utförda av Tor Hörlin. 
Endast små förändringar har tillkommit sedan byggnadstiden, däribland 1981 en läktarunderbyggnad med brudkammare och kapprum och samtidigt rengjordes takmålningarna och bänkraderna närmast koret ersattes med lösa stolar.  

## Inventarier[4]

### Dopfunt
- En dopfunt av täljsten är från 1200-talet och består av två delar. Cuppan är kittelformad och har en närmast plan undersida. Tillhörande trälock från 1928 är ritat av Bror Almquist. Dopfunten består av två delar. Den övre, cuppan, är kittelformad med en närmast plan undersida. Upptill har den ett spetsliknande ornament och på mitten en enkel repstavsdekor. Foten, som är mer bearbetad än cuppan, har en skrånande fotplatta, dekorerad med tre veckade bandornament. Den övergår upptill i ett cylindriskt skaft med repstavsdekor. Dopfunten har ett genomgående centralt uttömningshål för dopvattnet. Till sin form och med sin ornamentik visar dopfunten stora likheter med vissa medeltida norska funtar. Locket av trä med förgylld knopp är från 1928 och ritat av Bror Almquist. Han har också formgivit nummertavlan med tillhörande skåp för siffrorna. Till funten finns två dopskålar av nysilver, tillverkade 1890 respektive 1905.

### Altaruppsats
- Altaruppsatsen är från 1686 och består av en oljemålning föreställande Kristus på korset som flankeras av Maria och Johannes.

### Predikstol
- Predikstolen är ritad av Bror Almquist och har ingång från sakristian. Ljudtaket har  Den gamla predikstolen, tillverkad 1700, ville dock inte arkitekten sätta in i den nya kyrkan. Den befintliga predikstolen är alltså tillverkad 1928 efter ritningar av Bror Almquist. Predikstolskorgen har en enkel, slät utformning med listverk och marmorerade speglar. Hörnlisterna avslutas nedtill under listverket med droppformade ornament. Upptill är de dekorerade med förgyllda konsoler, vilka uppbär det övre listverket. Predikstolen krönes av en huv, utsmyckad med änglahuvud, spiror och bandornament. Timglaset är från 1700 men infäst i en ståndare från 1928.

### Medeltida skulpturer
Kyrkan äger tre märkliga medeltida skulpturer.

- I valvbågen hänger ett triumfkrucifix från 1300-talet. Krucifixet, som hänger i triumfbågen, kan dateras till 1300-talet och är utfört av furu och lindträ. Det har troligen haft sin plats i Dalbys äldsta kyrka. Kristusgestalten har en spenslig kropp med något överdrivna proportioner. Kroppen är målad i hudfärg med röda blodfläckar och med ett förgyllt och blåfärgat höftkläde. Kristus är framställd med skägg och långt hår och med törnekrona.
- På ömse sidor om altaret återfinns två helgonbilder. Den äldsta härrör troligen från 1200-talet och är en framställning av Maria med Jesusbarnet. Skulpturen är skuren i lindträ och rikt bemålad. Baldakinen är nytillverkad efter mönster från en liknande skulpturgrupp i Norra Ny kyrka. Kvarsittande gångjärnstappar vittnar om att madonnabilden omgivits av dörrar. Skulpturen torde vara tillverkad i Sverige under viss norsk påverkan på 1200-talet. Ett svenskt arbete kan också den andra skulpturgruppen vara. Det är en så kallad pietàbild. Det är en framställning av den sörjande Maria med den döde Kristus i knäet. Även till denna träskulptur har funnits dörrar, vilka dock numera är försvunna.
- Idag återstår den rikt utsirade baldakinen, vilken uppbäres av två smäckra kolonner. Baldakinen är ett arbete i gotisk stil med klöverbladsornament och annan fantasifull utsmyckning, och skulpturgruppen kan med ledning av detta troligen tillskrivas en mästare på 1400-talet.

### Orgel
- 1860 byggde Johan Nikolaus Söderling, Göteborg en orgel med femton stämmor.
- Kyrkans nuvarande orgel byggdes 1928 av A. Magnusson Orgelbyggeri AB, Göteborg och omfattar 23 stämmor. Dessa är fördelade på två manualer och en självständig pedal. Orgelfasaden är utförd i enlighet med kyrkans arkitektoniska interiör och krönes av tre änglahuvuden. Orgeln är mekanisk med pneumatiska lådor och har en gemensam svällare för hela orgeln. Det finns även fria och fasta kombinationer samt en registersvällare.

| Manual I            | Manual II       | Pedal         | Koppel    |
| Borduna 16’         | Basetthorn 8’   | Subbas 16’    | I/P       |
| Principal 8’        | Rörflöjt 8’     | Flöjt 8’      | II/P      |
| Flûte harmonique 8’ | Salicional 8’   | Violoncell 8' | II/I      |
| Dolce 8’            | Violin 8’       | Oktava 4'     | I 4'/I    |
| Gamba 8’            | Voix celeste 8' | Basun 16'     | II 16'/II |
| Oktava 4’           | Salicet 4'      |               |           |
| Oktava 2'           | Waldflöjt 2'    |               |           |
| Cornett 3 chor      | Klarinett 8'    |               |           |
|                     | Klockspel       |               |           |

### Nattvardssilver med mera
- En sockenbudskalk utgör kyrkans äldsta nattvardskärl och är förfärdigad av karlstadmästaren Niclas Warneck 1766.[5] Till kalken hör patén och oblatask samt en vinflaska av glas. Kyrkan äger ytterligare två sockenbudstyg av nysilver respektive silver. Det senare är tillverkat av H. Müllers efterträdare, Stockholm 1961. De övriga nattvardskärlen är samtliga av nysilver och införskaffades till kyrkan vid slutet av 1800-talet och början av 1900-talet. Bland nattvardskärlen kan också nämnas två stycken vinkannor av tenn, båda tillverkade vid 1700-talets slut. Kyrkans brudkrona av silver är en gåva 1944 av P. J. Amundsson i Likenäs. Kronan bär stämpeln CGH, vilket står för C. G. Hallbergs Guldsmedsaktiebolag i Stockholm.

### Textilier
- Kyrkans äldsta skrud är en mässhake från 1680. Den är av siden och har ursprungligen varit röd. Den är numera kraftigt blekt och har på ryggsidan ett påsytt kors av gult siden med invävt blommönster i silvertråd. På ömse sidor om korset är inbroderat "Anno 1680". Av röd sammet är en mässhake, som förvärvades vid början av 1700-talet. Den är kantad med guldgaloner och har på ryggsidan ett kors, likaledes i guldgalon. Från 1800-talets slut härrör en svart sammetsmässhake. Den är rikt dekorerad med en strålande sol, kors och törnekrona i silvergalon. Från kyrkans invigningsår, 1928, kommer en violett mässhake tillverkad vid Libraria i Stockholm. Från Libraria inköptes också 1957 två mässhakar, en vit och en grön.
- Antependium från 1928. Antependiet i damast är utfört av damastvävaren och godsägaren Carl Widlund (Carl Gustaf  Widlund) i Tranjerdstorp utanför Karlstad. Mönstret är kopierat efter en vävnad i Södra Råda ödekyrka med fågel- och blomornament. Framsidan har en brodyr, komponerad av textilkonstnären Anna Wettergren-Behm, med bland annat det allseende ögat. Bland textilierna finns också altardukar och kalkkläden, samt ett par bokdynor av svart respektive röd sammet.[4]

### Ljuskronor med mera
- Dalby kyrka har ett flertal förnämliga ljuskronor av både mässing och glas. Som andra krona från altaret över de norra bänkraderna hänger en av kyrkans äldsta ljuskronor. Den har dubbla ljuskransar och bär inskriften: "Åhr 1766 om Julmorg. fick jag första gången lysa i Dahlby Kyrka, hit förärad af Theta Herrans Huses Älskar Enke M. Pär Lofsson och Daneman Marus Larson i Södra Transtrand och hans k. hus. Sigrid PärDotter". Närmast orgelläktaren på ömse sidor om mittgången hänger ytterligare två ljuskronor från 1700-talet. Den norra kronan är enligt inskriften skänkt av Bengt Jakobsson Bergenhem i Gunneby den l januari 1761. Från 1829 härrör den andra ljuskronan från altaret sett, över de södra bänkraderna. Den är tillverkad av I. E. Lindblom i Stockholm. Övriga mässingskronor tillkom vid kyrkans invigning 1928. Två ljuskronor av glas hänger över orgelläktaren, båda skänkta omkring 1880 av grosshandlare Böhlmark, Stockholm. Kyrkan äger vidare flera ljuslampetter och bland dem kan nämnas den, som är placerad vid dopfunten. Med sin drivna buckle- och vindruvsornamentik bör den kunna dateras till 1700-talet. Ett flertal ljusstakar av dels mässing och tenn, dels silver och järn ingår också bland kyrkans belysningsredskap.

### Övriga inventarier
- I sakristian finns ett antal föremål, som också bör omnämnas. På det lilla altaret står ett altarskåp, skänkt till kyrkan vid dess invigning 1928 av kyrkoherde Alf Norbäck. Skåpet är ett arbete av målaren och grafikern Tor Hörlin, mästaren till kyrkans tak- och väggmålningar.
- Kubbstolen skänktes till kyrkan vid ungefär samma tillfälle av godsägare Wilhelm Edgren, Strandås. Stolen är dock av äldre ursprung och har enligt uppgift tidigare funnits i Likenäs. Från 1700-talet härrör den rödbruna kollektkistan och en stol med skinnklädd sits.
- I sakristian förvaras också en Karl XII-bibel, tryckt 1703, samt en kollekthåv från 1729. Håven är av blekt gult siden, med broderade rosa blommor och andra motiv och ornament, utförda i silvertråd.

### Klockor
- I tornet hänger tre klockor. Den äldsta är av medeltida ursprung. Den benämnes i folkmun för "munk-klockan", då den enligt en sägen skall ha ringt för pilgrimer, som vallfärdade förbi Dalby till Sankt Olofs grav i Trondheim. Klockan är förhållandevis liten och saknar helt ornamentering. Den andra klockan bär årtalet 1666 och är dekorerad med inskriptioner och runda medaljer, innehållande olika motiv. Bland annat återges Gustaf II Adolfs porträtt och Sankt Göran och draken. Den tredje klockan är enligt inskriptionen gjuten i Örebro av Olof Kiulander 1786. Klockan är upptill och nedtill rikt ornerad med akantusbårder, vilka på ena sidan omramar en text med ett citat ur Jeremias 22:22. På andra sidan lyder texten: "I Konung Gustaf III:s regeringstid - Då - Widtberömde Doctorn Herr Daniel Herweghr war Biskop öfwer Carlstads stift - Samdt cand. Magnus Piscator kyrkoherde i Elfdalen - och Magist. herr Dionysius Joh:nis Chenon comminister i Dalby och Ny socknar, blef denna Klocka gjuten i Örebro af Olof Kiulander 1786".

## Bilder

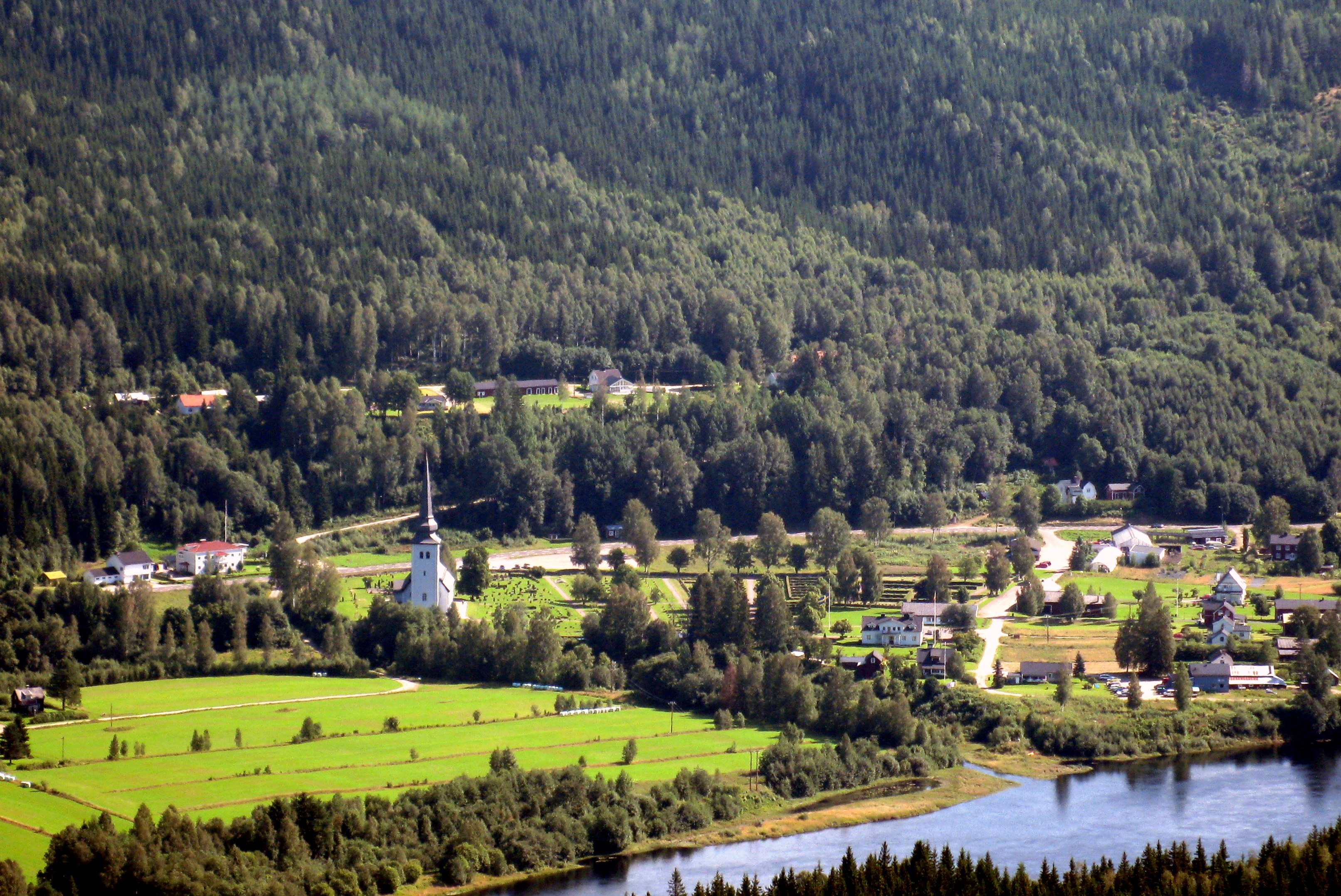
Kyrkan i landskapet.
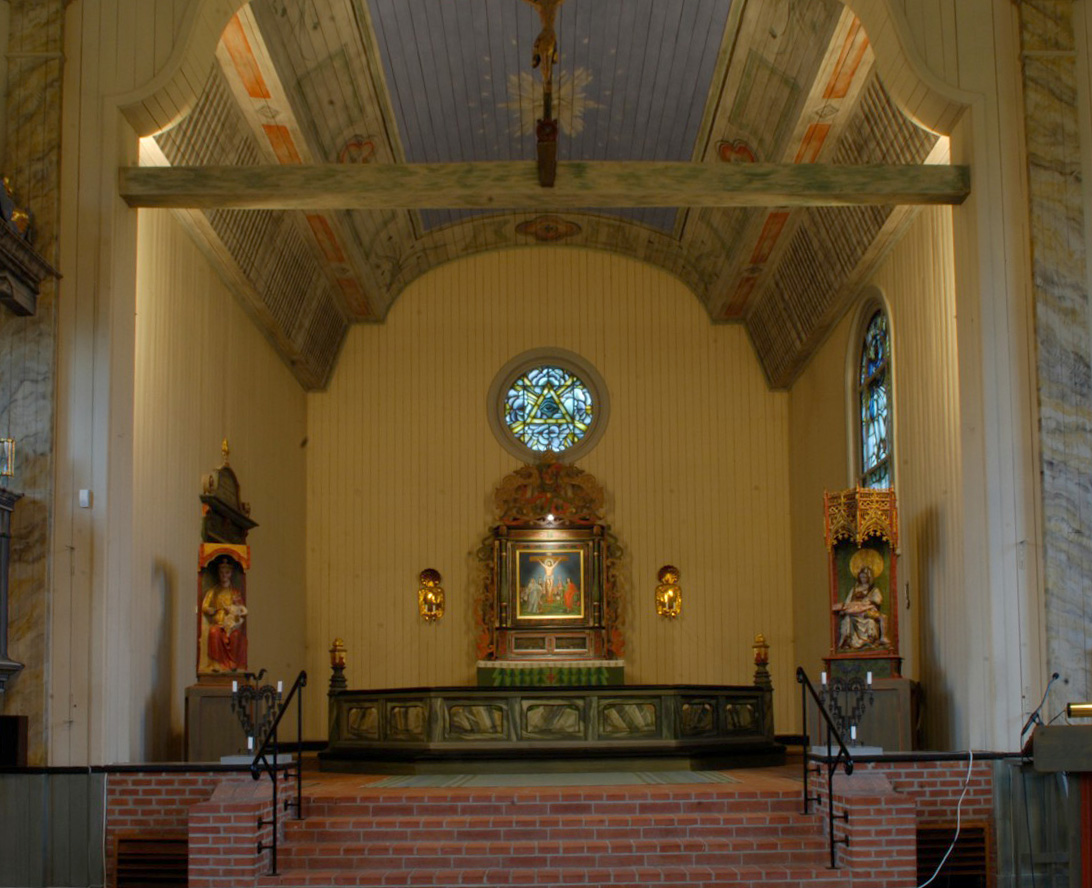
Interiör mot koret.
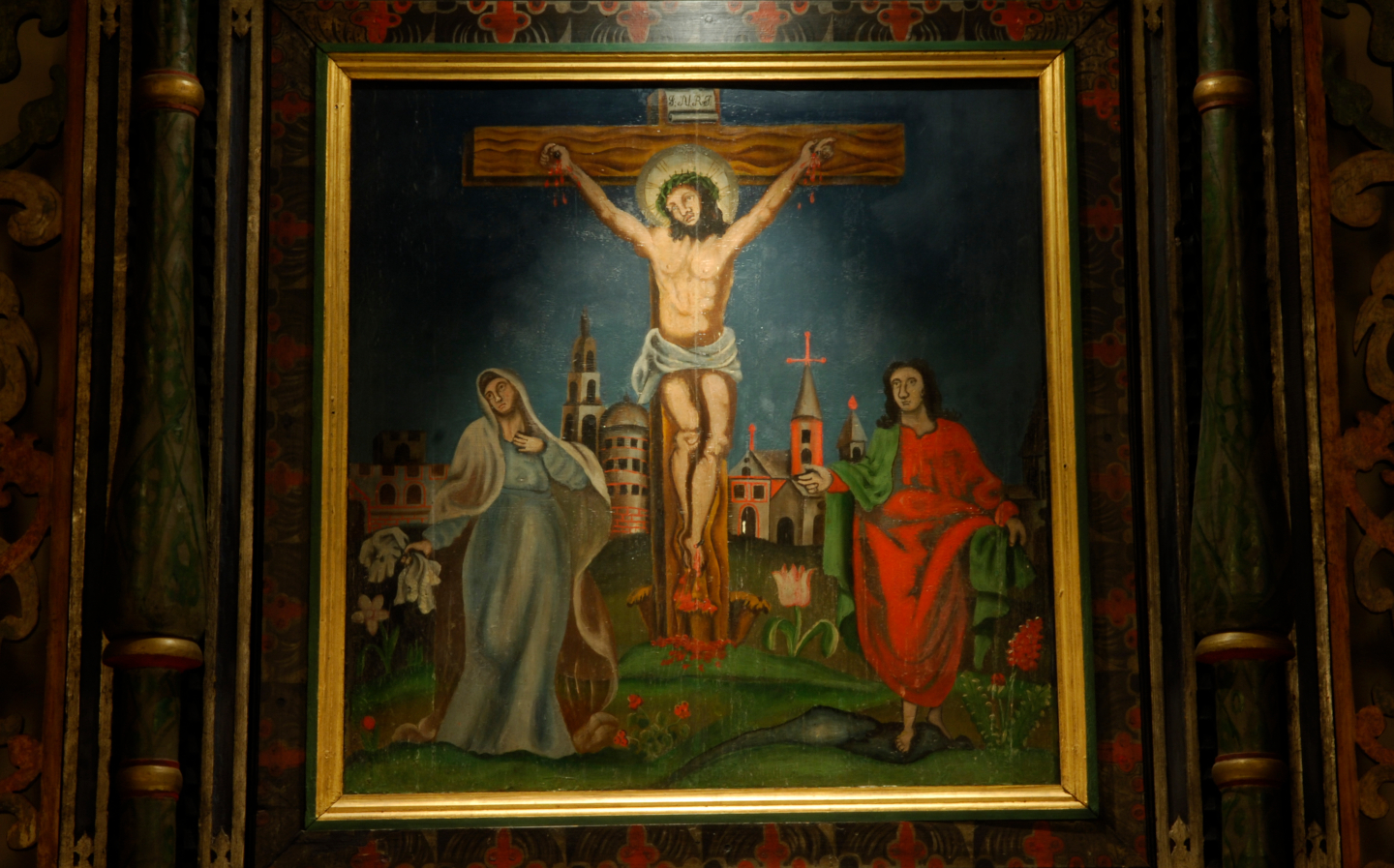
Altartavlan.
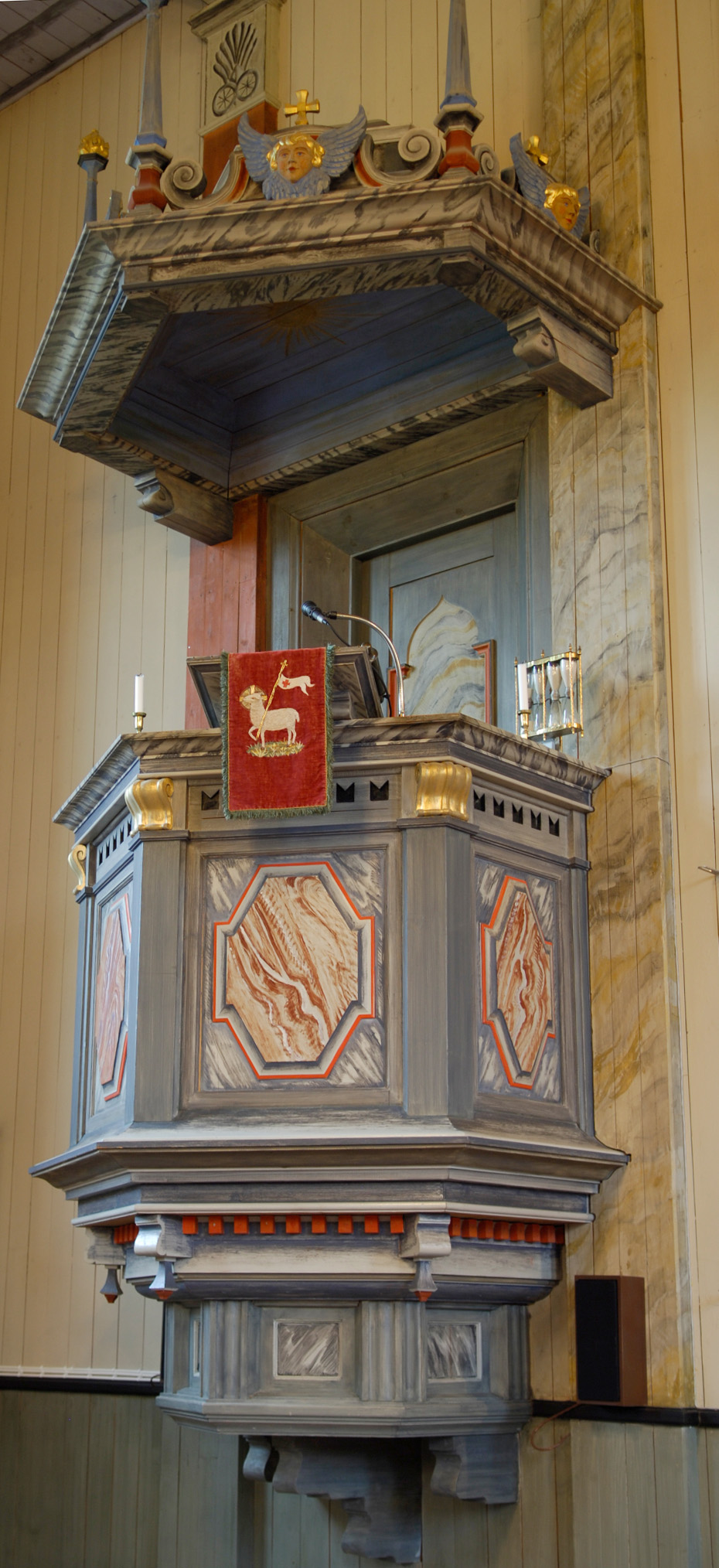
Predikstolen.
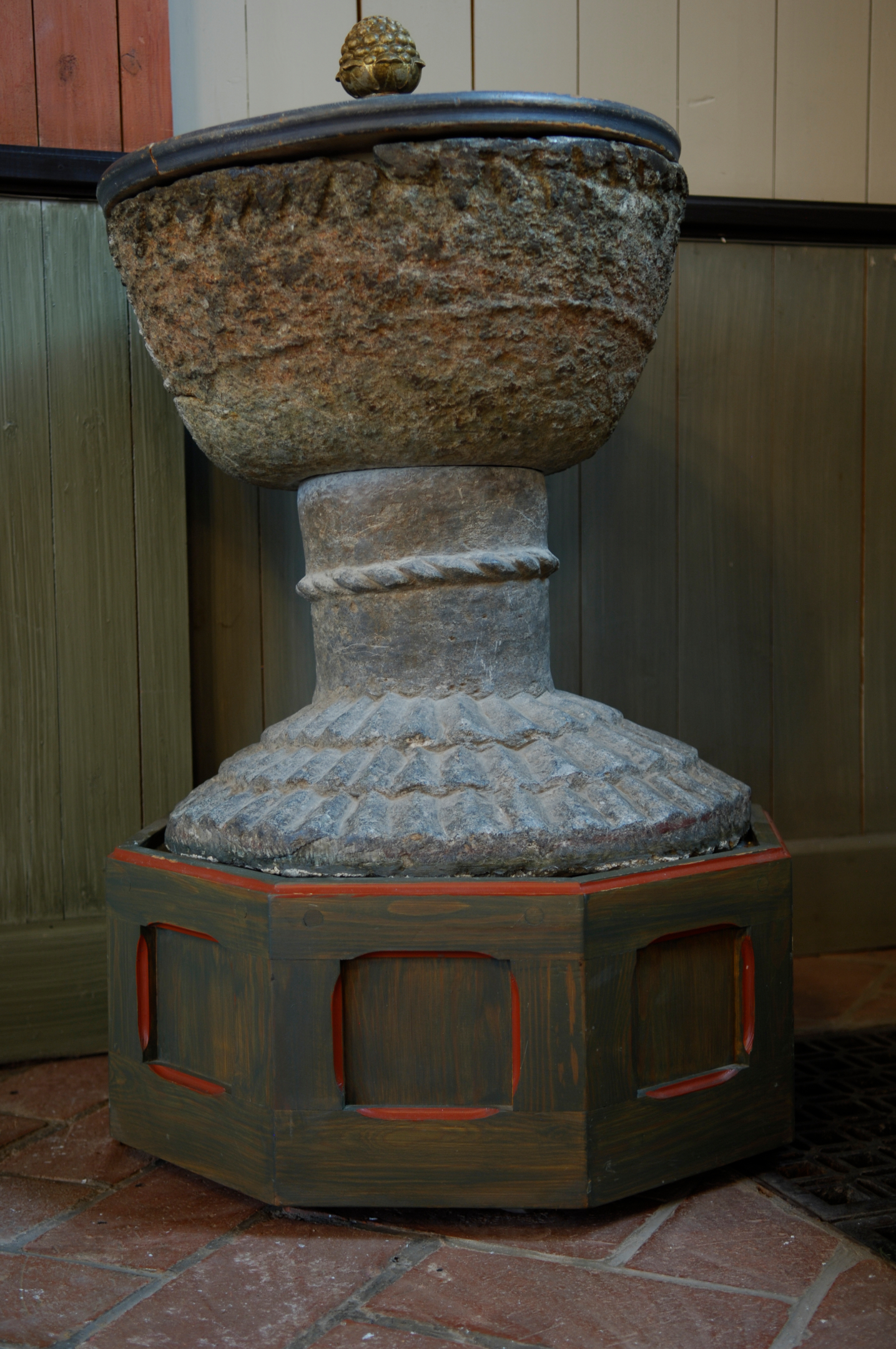
Dopfunten.